# 川崎市上下水道局
川崎市上下水道局（かわさきしじょうげすいどうきょく）は、神奈川県川崎市内における水道、工業用水道の供給および排水を行う地方公営企業である。

## 概要
2015年（平成27年)度の業務状況は以下の通り。
- 水道
  - 給水人口 - 1,481,234 人
  - 年間配水量 - 183,649,400m3
  - 1日最大配水量 - 532,800m3 (7月12日)
  - 年間有収水量 - 166,140,433m3

- 工業用水道
  - 契約会社・工場数 - 58社80工場
  - 1日当たり契約水量 - 515,330m3
  - 年間契約水量 - 188,610,780m3
  - 年間使用水量 - 139,255,951m3

- 下水道
  - 下水道利用可能人数 - 約147万人
  - 普及率 - 99.4%

## 施設
主要施設は以下の通り。

### 貯水
全て相模川水系のダムである。
- 相模ダム - 有効貯水量4,820万m3

- 沼本ダム - 有効貯水量153.4万m3

- 城山ダム - 有効貯水量5,120万m3

### 導水
- 相模隋道(横浜市と共同)、下九沢分水池、第1導水隋道、第2導水隋道、原水1号連絡管、淵野辺接合井

### 浄水
- 長沢浄水場

### 配水
水位がほぼ地盤高さに近い配水池と、給水区域への水圧差を確保するための配水塔を持つ。
- 配水池
  - 鷺沼 - 109,608m3
  - 末吉 - 72,360m3（横浜市鶴見区）
  - 生田 - 47,698m3
  - 潮見台 - 27,840m3
  - 長沢 - 40,622m3
  - 黒川 - 10,767m3
  - 黒川高区 - 1,998m3

- 配水塔
  - 高石 - 6,280m3
  - 千代ヶ丘 - 3,504m3
  - 宮崎 - 2,512m3
  - 細山 - 1,899m3
  - 百合丘 - 514m3

### 下水
4つの処理場と19のポンプ場を持つ。
処理場
- 入江崎水処理センター
  - 処理能力 - 304,500m3/日
- 加瀬水処理センター
  - 処理能力 - 244,800m3/日

- 等々力水処理センター
  - 処理能力 - 300,000m3/日
- 麻生水処理センター
  - 処理能力 - 62,800m3/日

ポンプ場
- 六郷
- 大島
- 渡田
- 京町
- 古市場
- 観音川
- 大師河原
- 戸手
- 小向
- 丸子
- 加瀬
- 渋川
- 天王森
- 江川
- 蟹ヶ谷
- 久末
- 登戸
- 等々力
- 踊場

## 受水
- 神奈川県内広域水道企業団から用水供給を受けている。

## 国際展開
- 2012年8月27日、川崎日航ホテルで水ビジネスの各分野の民間企業と川崎市が参画するプラットフォーム「かわさき水ビジネスネットワーク」（かわビズネット）を設立した。以後毎年１度総会を開催している。
- 2013年3月、国土交通省から下水道分野の拠点都市に認定された。以後、カンボジア、南アフリカ、イラン、中国、ベトナムからの視察を受け入れている[3]。

## 財務
平成27年度時点で以下のとおり。
- 水道
  - 収益的収入: 31,636百万円
  - 収益的支出: 30,263百万円
  - 当年度純利益: 1,373百万円
  - 企業債残高: 56,358百万円

- 工業用水道
  - 収益的収入: 7,315百万円
  - 収益的支出: 6,572百万円
  - 当年度純利益: 743百万円
  - 企業債残高: 10,116百万円

- 下水道
  - 収益的収入: 45,195百万円
  - 収益的支出: 42,498百万円
  - 企業債残高: 352,480百万円

## キャラクター
- ウォータン - 水道キャラクター。水滴形の頭、大きな目、葉っぱのマントが特徴。なお、滋賀県の公式マスコット（イメージキャラクター）「うぉーたん」とは無関係である。
- カッピー - 下水道キャラクター。川崎市下水道事業60周年記念に生まれた。容姿はほぼ河童。